# Katherine Levac
Pour les articles homonymes, voir Levac.
Katherine Levac, née le 11 juillet 1989 à La Nation (Saint-Bernardin), est une humoriste et comédienne canadienne francophone de l'Ontario.

## Carrière
Katherine Levac est diplômée de l'École nationale de l'humour en 2013. En 2014, elle remporte la finale d'En route vers mon premier gala Juste pour rire, puis elle présente un numéro au gala Les rejets, animé par François Bellefeuille. Elle présente également plusieurs spectacles dans le cadre du Zoofest : Champagne May West, Kat et Jay, part 1 et Harry Potter show. Elle y remporte d'ailleurs le prix de l'Artiste de l'année. Katherine Levac fait aussi les premières parties de Jean-François Mercier.
En mai 2015, Katherine Levac fait partie de l'émission Les 5 prochains, documentaire présenté par ARTV, qui suit 5 humoristes de la relève.
Lors du Gala Les Olivier 2015, Katherine Levac remporte le trophée Découverte de l'année. Elle est ainsi la première femme à gagner dans cette catégorie[réf. nécessaire].
En 2016, sa perte de poids constatée lors de son passage à l'émission Les échangistes de Pénélope McQuade, sur les ondes de Radio-Canada, lui vaut une question de l'animatrice, à laquelle elle ne répond pas, indiquant faire la distinction de ce qui est privé et public.
En 2018, Katherine Levac présente son premier spectacle solo, Velours, en tournée au Québec et dans la francophonie canadienne. En octobre de la même année, l’ADISQ lui remet une certification « platine » soulignant la vente de plus de 100 000 billets.
Katherine Levac est chroniqueuse à Cap sur l'été (ICI Radio-Canada Télé) et à Paparagilles (ARTV). Elle joue dans Code F. sur les ondes de VRAK. Depuis 2016, Katherine Levac joue dans Like-moi!, comédie à sketchs présentée sur les ondes de Télé-Québec. En janvier 2021, elle touche à sa première expérience d'animation grâce à la neuvième saison de l'émission L'amour est dans le pré diffusée sur Noovo.
En 2022, il est annoncé que Katherine fera partie de l'émission Katherine est dans le pré sur Crave, dès janvier 2023. 
En 2024, elle dévoile son deuxième spectacle L’homme de ma vie qui aborde, entre autres, les sujets de l’homosexualité et de mère de famille en tant que femme homosexuelle.
En 2025, elle est nommée au gala des Olivier dans la catégorie de l'Olivier de l'année.

### SNL Québec
Katherine Levac fait partie de la troupe de comédiens maison de l'adaptation québécoise de Saturday Night Live : SNL Québec. L'émission est présentée sur les ondes de Télé-Québec de février 2014 à mars 2015. Après l'annonce du non-renouvellement pour septembre 2015, ICI Radio-Canada Télé recueille la bande de comédiens dans un nouveau concept : une émission à sketches nommée Le Nouveau Show.
C'est grâce à SNL Québec que Paidge Beaulieu, personnage franco-ontarien imaginé par Katherine Levac, s'est fait connaitre du grand public.

## Vie privée
Katherine Levac grandit à Saint-Bernardin, secteur de La Nation, dans l'Est ontarien, à environ une heure de Montréal et une quinzaine de minutes de Hawkesbury. Elle a fréquenté l'École secondaire catholique régionale de Hawkesbury avant de poursuivre ses études à l'Université d'Ottawa, où elle obtient un baccalauréat en littérature française. Lors de son passage à l'Université d'Ottawa, elle joue dans la ligue d'improvisation. Elle participe à la Coupe universitaire d'improvisation et au championnat de l'équipe coupe de 2011[pas clair] à Sherbrooke[réf. nécessaire].
Ses deux frères fondent en 2009 le groupe musical Pandaléon.
Au début de l'année 2020, Katherine Levac fait la couverture du magazine Elle Québec avec sa compagne, Karelle Tremblay. Quelques mois plus tard, le couple se sépare. Dans une publication sur Instagram datée du mois d'octobre 2020, l’humoriste présente sa nouvelle compagne : la réalisatrice Chloé Robichaud, connue grâce à ses films Sarah préfère la course, Pays et la web-série Féminin/Féminin. Le 9 juillet 2021, Katherine Levac annonce que son couple attend l'arrivée de deux garçons jumeaux. Elle donne naissance à Ben et Mathias en novembre 2021, à la suite de quoi l'humoriste crée son nouveau spectacle Grosse. Elle aborde les sujets de perte et de prise de poids ainsi que la grossophobie en contexte médiatique.
Le 4 octobre 2024 un moment cocasse durant le spectacle de Justin Timberlake a fait le tour des réseaux sociaux lorsque Katherine manque sa chance de toucher la main du chanteur, occupée par son téléphone.

## Filmographie

### Cinéma
- 2022 : Niagara de Guillaume Lambert : Penelope P.
- 2023 : Les Jours heureux de Chloé Robichaud : Debbie

### Télévision

#### En tant que comédienne
- 2012 : La Galère (Cirrus - Radio-Canada)
- 2014-2015 : SNL Québec (Fair-Play - Zone 3 - Télé-Québec)
- 2015 : Le nouveau show (Fair-Play - ICI Tou.tv, ICI ARTV, ICI Radio-Canada télé)
- 2015 : Le Berceau des anges : mère
- 2016-2019 : Like-moi ! (Zone 3 - Télé-Québec)
- 2020 : Top Dogs: Homicides (Noovo)
- 2021 : Complètement Lycée : Ashley Winterbottom

#### En tant que chroniqueuse
- 2014 : Cap sur l'été (Fair-Play - ICI Radio-Canada télé)
- 2014-2016 : PaparaGilles ( Zone 3 - ICI ARTV, ICI Radio-Canada télé)
- 2015-2019 : Code F (Zone 3 - VRAK 2)

#### En tant qu'humoriste
- 2014 : Les 5 prochains (Avanti Ciné Vidéo - ICI ARTV)
- 2014 : En route vers mon 1er Gala Juste pour Rire (Juste pour rire TV - Matv)
- 2014-2015 : Le ComediHa! Club (Québécomm - Canal D)
- 2018 : Humoristes du monde (Netflix)

#### En tant qu'animatrice
- 2020: Les Suppléants
- 2021-2023 : L'amour est dans le pré (Noovo)[18]

## Sur scène
- 2013 : Tournée des finissants de l’École national de l'humour
- 2014 : Kat et Jay, Part One (avec Jérémy Du Temple)
- 2014-2015 : Champagne May West
- 2014-2016 : Le Potter Comedie Show
- 2014-2016 : première partie de Jean-François Mercier
- 2014-2019 : participations aux galas Juste pour rire
- 2015 : Un beau programme (avec David Beaucage)
- 2015 : Tournée Les 5 prochains
- 2015-2019 : participations aux galas ComediHa!
- 2018 : Velours (one woman show)
- 2021 : Grosse
- 2024 : L'homme de ma vie!

## Écriture
- 2012-2014 : Les populaires (blogueuse)
- 2014-2015 : journal Agricom (chroniqueuse)

## Distinctions
- 2013 : Bourse d’excellence de l'École nationale de l’humour
- 2014 : Gagnante de l'émission En route vers mon premier Gala Juste pour rire
- 2014 : Prix Panthère « Artiste de l’année », Zoofest
- 2014-2015 : Nominations (interprétation humour – SNL Québec), Prix Gémeaux
- 2015 : Prix jeunesse Thomas Godefroy, Ordre de la francophonie de Prescott et Russell
- 2015 : Découverte de l’année, Gala Les Olivier
- 2015 : Personnalité de l’année-Culture, Gala Personnalité Le Droit / Radio-Canada
- 2016-2017 : Nomination – Meilleure interprétation Humour – SNL Québec, Prix Gémeaux
- 2016-2017-2018 : Nomination – Rôle Féminin / comédies, Gala Artis
- 2018 : Meilleure interprétation Humour / Like-Moi, Prix Gémeaux
- 2018 : Nomination – Spectacle de l’année - Humour, Gala de l’ADISQ
- 2018 : Nominations –  Spectacle d’humour de l’année, Auteurs de l’année, Meilleur vendeur, Olivier de l’année, Gala les Olivier
- 2018 : Certification « Billet platine » de l’ADISQ, 100 000 billets vendus – Velours
- 2021 : Prix Visibilité lesbienne, remis dans le cadre de la Journée de visibilité lesbienne[19].
- 2023: Prix Gémeaux : Meilleure animation Humour - Gala Les Oliviers[20]